# 白花金盏苣苔
白花金盏苣苔（学名：Isometrum leucanthum）为苦苣苔科金盏苣苔属下的一个种。

## 扩展阅读
- 維基物種上的相關：白花金盏苣苔